# Municipio de East Fallowfield (condado de Chester)
El municipio de East Fallowfield (en inglés: East Fallowfield Township) es un municipio ubicado en el condado de Chester en el estado estadounidense de Pensilvania. En el año 2000 tenía una población de 5157 habitantes y una densidad poblacional de 127 personas por km².

## Geografía
El municipio de East Fallowfield se encuentra ubicado en las coordenadas 39°57′00″N 75°48′38″O / 39.95000, -75.81056.

## Demografía
Según la Oficina del Censo en 2000 los ingresos medios por hogar en la localidad eran de $60 902 y los ingresos medios por familia eran de $66 619. Los hombres tenían unos ingresos medios de $42 731 frente a los $30 545 para las mujeres. La renta per cápita de la localidad era de $25 376. Alrededor del 3,8% de la población estaba por debajo del umbral de pobreza.